# Huequenia
Huequenia (лат.) — род жуков-усачей из подсемейства настоящих усачей (Cerambycinae). Распространён в Неотропике: Аргентина и Чили.

## Описание
Длина тела около 1 см: 6,7—13,2 мм у вида Huequenia livida и 6,4—8,7 мм у Huequenia araucana. Антенномер III длиннее скапуса, не самый короткий среди всех члеников жгутика. Пронотум без бугорков, надкрылья равномерно выпуклые. Род был впервые описан в 1980 году под названием Angolia Cerda, 1980 (для типового вида Compsa livida Germain, 1898), но это имя оказалось занято и в 1986 году заменено на валидное Huequenia. Кормовыми растениями для Huequenia livida являются араукария чилийская, Pinus contorta подвид murrayana, бразильская араукария и араукария Бидвилла, а для вида Huequenia araucana — Araucaria angustifolia, A. araucana и  A. bidwilli (Araucariaceae).

## Классификация
- Huequenia araucana (Cerda, 1980)
- Huequenia livida  (Germain, 1898)